# Maggie Mac Neil
Hannah Margaret McNair Mac Neil, més coneguda com a Maggie Mac Neil (Jiujiang, Xina, 26 de febrer de 2000) és una nedadora canadenca.
Especialista en estil lliure, va assolir dues medalles als Jocs Olímpics d'Estiu de 2020 a Tòquio: una medalla d'argent el 24 de juliol de 2021 als relleus 4x100m lliures i una medalla d'or l'endemà als 100 metres papallona.

## Palmarès internacional
| Jocs Olímpics                 | Jocs Olímpics            | Jocs Olímpics | Jocs Olímpics          |
| Any                           | Indret                   | Medalla       | Competició             |
| ----------------------------- | ------------------------ | ------------- | ---------------------- |
| 2020 (2021)                   | Tòquio ( Japó)           | 1             | 100 m papallona        |
| 2020 (2021)                   | Tòquio ( Japó)           | 2             | 4×100 m lliures        |
| Campionats del Món de natació |                          |               |                        |
| Any                           | Indret                   | Medalla       | Competició             |
| 2019                          | Gwangju ( Corea del Sud) | 1             | 100 m papallona        |
| 2019                          | Gwangju ( Corea del Sud) | 3             | 4×100 m lliures        |
| 2019                          | Gwangju ( Corea del Sud) | 3             | 4×100 m estil combinat |